# Amherst (Wisconsin)
Amherst és una població dels Estats Units a l'estat de Wisconsin. Segons el cens del 2000 tenia 1.052 habitants.

## Demografia
Segons el cens del 2000, Amherst tenia 964 habitants, 395 habitatges, i 250 famílies. La densitat de població era de 318,1 habitants per km².
Dels 395 habitatges en un 36,7% hi vivien nens de menys de 18 anys, en un 50,1% hi vivien parelles casades, en un 0% dones solteres, i en un 36,5% no eren unitats familiars. En el 32,4% dels habitatges hi vivien persones soles el 17,5% de les quals corresponia a persones de 65 anys o més que vivien soles. El nombre mitjà de persones vivint en cada habitatge era de 2,44 i el nombre mitjà de persones que vivien en cada família era de 3,14.
Per edats la població es repartia de la següent manera: un 29,6% tenia menys de 18 anys, un 7,9% entre 18 i 24, un 28,5% entre 25 i 44, un 21,7% de 45 a 60 i un 12,3% 65 anys o més.
L'edat mediana era de 34 anys. Per cada 100 dones de 18 o més anys hi havia 88,6 homes.
La renda mediana per habitatge era de 40.125 $ i la renda mediana per família de 54.821 $. Els homes tenien una renda mediana de 37.132 $ mentre que les dones 24.375 $. La renda per capita de la població era de 18.514 $. Aproximadament el 7,7% de les famílies i el 10,8% de la població estaven per davall del llindar de pobresa.

## Poblacions més properes
El següent diagrama mostra les poblacions més properes.